# Université Libre de Bruxelles

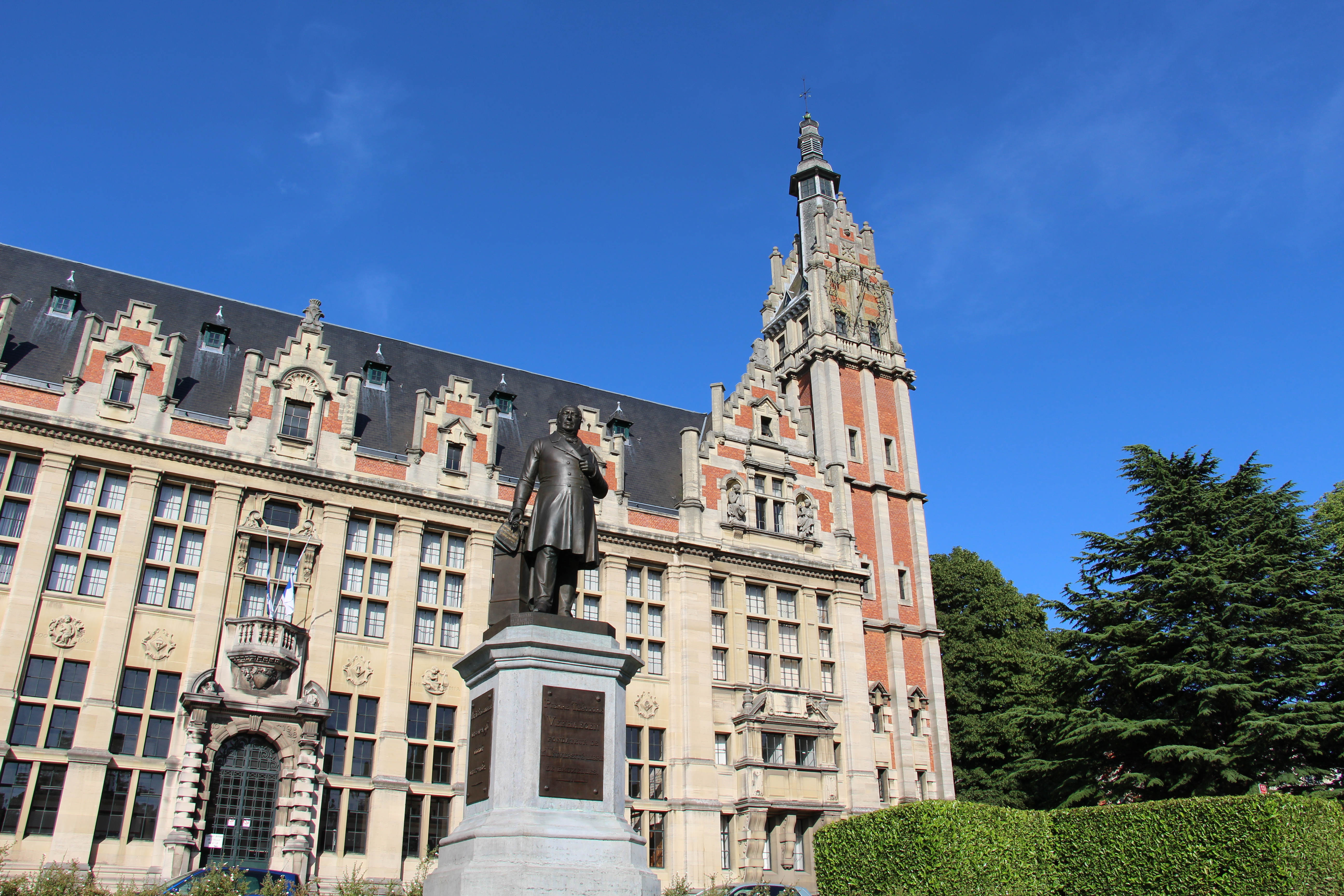
Phân Khoa Luật và Tội phạm của ULB

Đại học Tự do Brussels (tiếng Pháp: Université libre de Bruxelles, viết tắt ULB) là một trường đại học nghiên cứu tư nhân nói tiếng Pháp ở Brussels, Bỉ. ULB là một trong hai học viện có nguồn gốc từ Đại học Tự do Brussels (1834-1969) vốn được thành lập vào năm 1834 trước khi được phân chia thành trường ULB ngày nay nói tiếng Pháp và trường Vrije Universiteit Brussel (VUB) nói tiếng Hà Lan vào năm 1970. ULB là một trung tâm nghiên cứu lớn tại châu Âu với khoảng 24.200 sinh viên, trong đó 33% đến từ nước ngoài. Trường được QS xếp thứ 250 trong số các trường đại học thế giới vào năm 2021.